# Chaetocercus bombus
El colibrí abejorro (Chaetocercus bombus), también llamado coqueta menuda, estrellita chica (en Perú y Ecuador), rumbito chico (en Colombia) o estrellita abejorro, es una especie de ave apodiforme de la familia Trochilidae —los colibríes— perteneciente al género Chaetocercus. Es nativo del noroeste de América del Sur.

## Distribución y hábitat
Se distribuye a lo largo de los Andes del extremo suroeste de Colombia (sur de Nariño) y oeste de Ecuador hasta el norte de Perú; también localmente a oriente de los Andes en el este de Ecuador y centro norte de Perú (al sur hasta Huánuco).
Esta especie es considerada poco común en sus hábitats naturales: los bosques caducifolios de la zona de transición entre la región húmeda y la semi-húmeda, desde el nivel del mar hasta los 2300 m de altitud en el oeste de Ecuador, a 900 a 3000 m en el este de Ecuador y Perú. Se alimenta del néctar de flores y de pequeños insectos en los estratos bajos a medios del bosque.

## Estado de conservación
El colibrí abejorro ha sido calificado como casi amenazado por la Unión Internacional para la Conservación de la Naturaleza (IUCN) debido a que su zona de distribución y su población, estimada entre 5000 y 20 000 individuos maduros, dividida en pequeñas subpoblaciones localizadas, se presumen estar en decadencia como resultado de la continua pérdida y degradación de su hábitat. 

## Descripción
El macho mide 6,8 cm de longitud y la hembra 6 cm y pesa 2,5 g. El macho presenta un babero rojo con collar anteado, la cola furcada con rectrices externas como espinas; la hembra tiene un semi-collar verde y las partes inferiores canela.

## Sistemática

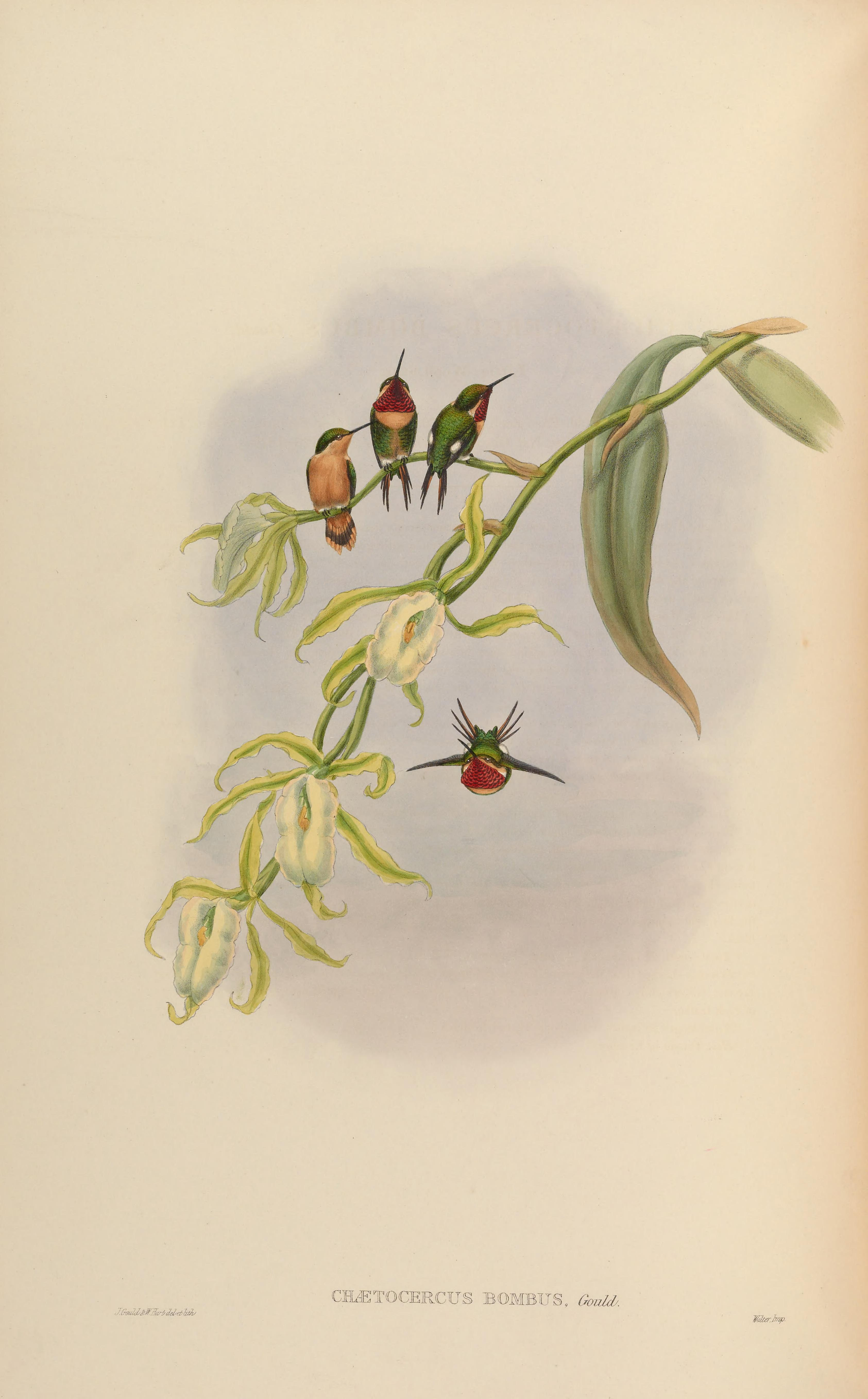
Chaetocercus bombus, ilustración de Gould y Hart en A monograph of the Trochilidae, or family of humming-birds Supplement, 1880.

### Descripción original
La especie C. bombus fue descrita por primera vez por el ornitólogo británico John Gould en 1871 bajo el mismo nombre científico; su localidad tipo es: «Ecuador».

### Etimología
El nombre genérico masculino «Chaetocercus» se compone de las palabras del griego «khaitē» que significa ‘cabello’, y «kerkos» que significa ‘cola’; y el nombre de la especie «bombus», en latín significa ‘zumbador’.

### Taxonomía
Ya fue colocada en el género Acestrura junto con C. mulsant, C. heliodor, C. astreans y C. berlepschi, pero ninguna evidencia en la morfología externa justifica el tratamiento en un género separado de C. jourdanii. Es monotípica.